# Telebasis lenkoi
Telebasis lenkoi là một loài chuồn chuồn kim trong họ Coenagrionidae.
Telebasis lenkoi được miêu tả khoa học năm 2010 bởi Machado.